# Třetí chrám
Třetí chrám je hypotetický třetí jeruzalémský Chrám (po Šalomounově a Druhém chrámu).
V Izraeli jsou shromažďovány předměty k zařízení Třetího chrámu. Podle židovských představ obnoví Chrám až Mesiáš, existují však radikální politické i židovské skupiny, které chtějí Chrám obnovit vlastníma rukama. 
Jako obvyklá překážka je uváděna mešita al-Aksá. 
Stavba třetího Chrámu má dokonce svůj projekt a webovou stránku. Současně se stává i terčem antisemitských (slovních) útoků. 
Členové kmene levitů dodnes konají různé slavnosti, jimiž demonstrují svou připravenost sloužit ve Třetím chrámu.

Roku 2010 židovská ortodoxní organizace Eš ha-Tora představila model Třetího chrámu.